# Існуючі розмінні грошові одиниці
Існуючі розмінні грошові одиниці — розмінні (похідні, дробові) грошові одиниці (номінали, монети), що знаходяться у обігу. Як правило, існують у формі монет, рідше банкнот або не мають фізичної форми рахункових одиниць, які є складовою (як правило, 1/100) частиною базової валюти країни і використовуються у грошовому обігу для дрібних розрахунків. Наприклад, 1 гривня = 100 копійок, 1 долар = 100 центів і т. ін.